# Gewoon haakmos
Gewoon haakmos (Rhytidiadelphus squarrosus) is een soort uit het geslacht haakmos (Rhytidiadelphus).
Het is een algemene soort van ijle bossen en graslanden uit het hele Noordelijk Halfrond, die opvalt door de stervormige toppen.

## Etymologie en naamgeving
- Synoniem: Hypnum squarrosum Hedw.

- Duits: Sparriger Runzelbruder, Sparriges Kranzmoos, Sparriger Runzelpeter
- Engels: Springy turf-moss, Square goose-neck moss

De botanische naam Rhytidiadelphus is afgeleid van Rhytidium, een mossengeslacht, en het Oudgriekse ἀδελφός, adelphos (broer), wat een relatie tussen beide geslachten impliceert. De soortaanduiding squarrosus is afkomstig uit het Latijn en betekent zoveel als 'met gespreide uiteinden', naar de top van de blaadjes die soms tot in een rechte hoek teruggebogen zijn.

## Determinatie

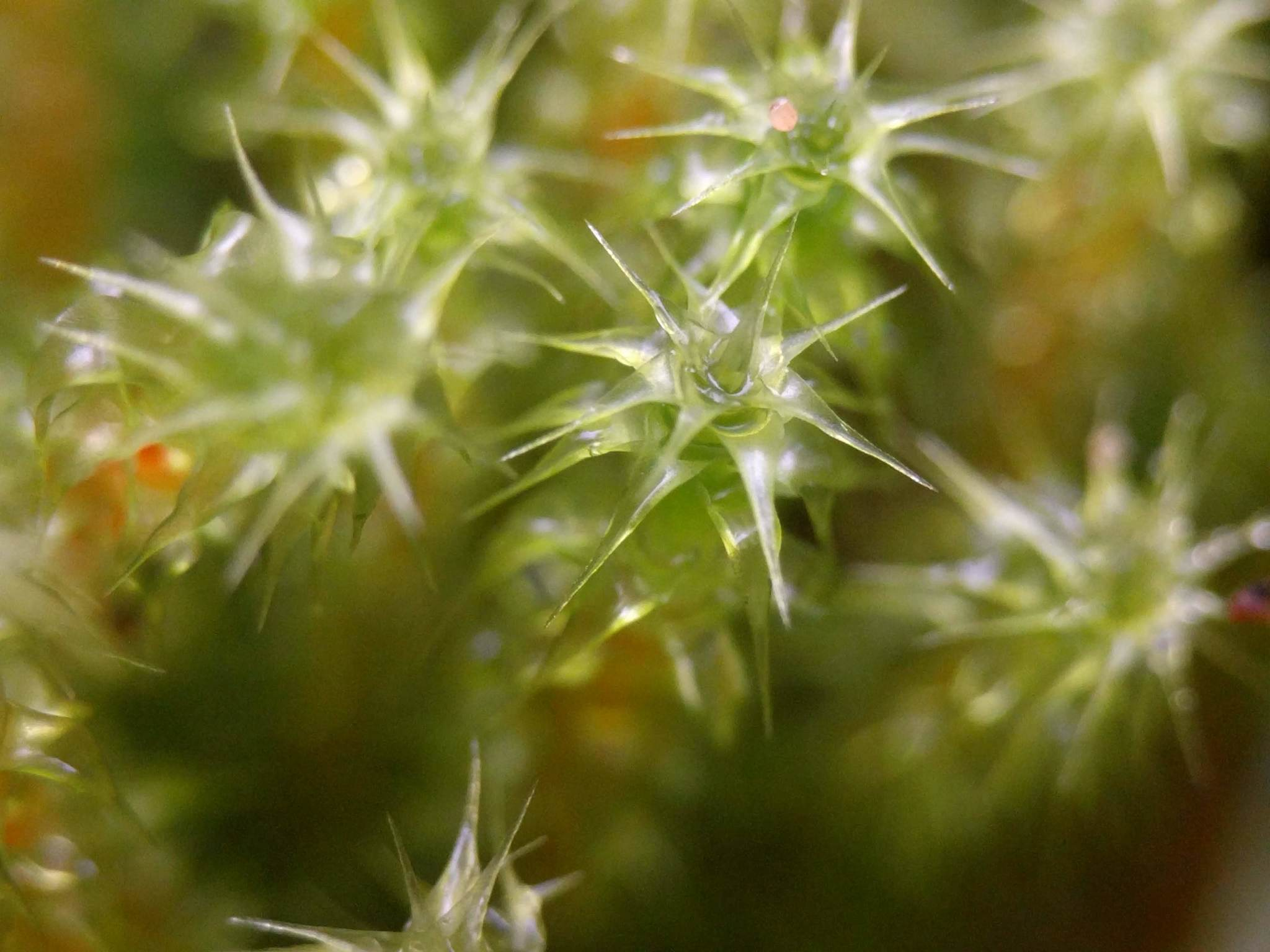
detail stengelblaadjes

Gewoon haakmos vormt geelgroene, losse zoden of matten. De stengel is oranje tot bruin gekleurd, tot 15 cm lang, onregelmatig vertakt, het uiteinde rechtopstaand en van boven gezien stervormig. De stengelblaadjes zijn afstaand, geelgroen, tot 3,5 mm lang, vanuit een schedevormige basis eirond verbreed en vervolgens geleidelijk versmallend in een lange, haakvormige teruggebogen top. De nerf is kort V-vormig of ontbreekt volledig.
De soort vormt zeer zelden sporofyten; de verspreiding gebeurt voornamelijk vegetatief door het afscheuren van de stengels.

## Ecologie
Gewoon haakmos groeit op allerlei soorten vochtige bodems, op open plaatsen of in lichte schaduw. In ijle bossen en bosranden, maar ook in open grasland, grazige bermen, duinstruwelen en gazons. Op geschikte plaatsen kan het massaal voorkomen, en het is een gevreesde gast in tuinen en op golfbanen.

### Syntaxonomie
Gewoon haakmos staat te boek als zwakke kensoort voor de klasse van matig voedselrijke graslanden (Molinio-Arrhenatheretea), een klasse van plantengemeenschappen van matig droge tot natte, matig voedselrijke tot voedselrijke graslanden.

## Verspreiding
Het natuurlijke verspreidingsgebied van gewoon haakmos strekt zich uit over het volledige Noordelijk Halfrond (Europa, Noord-Azië en delen van Noord-Amerika), maar het is ondertussen door de mens verspreid in Tasmanië en Nieuw-Zeeland, waar zij als een invasieve soort wordt gezien.